# Karangwono
Karangwono is een bestuurslaag in het regentschap Pati van de provincie Midden-Java, Indonesië. Karangwono telt 2579 inwoners (volkstelling 2010).